# 濱名湖花博

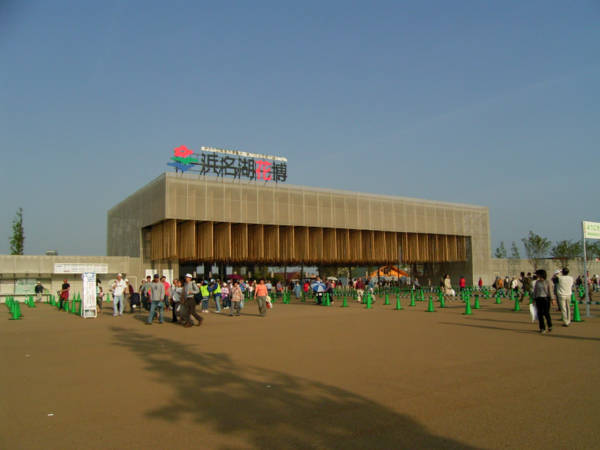
濱名湖花博入口

濱名湖花博（日语：浜名湖花博、はまなこ はなはく），正式名稱「靜岡國際園藝博覽會及第21回全國都市綠化展」，是2004年4月8日至10月11日在日本靜岡縣濱松市的濱名湖庭園公園舉行的世界博覽會和國際園藝博覽會，為期187日。主辦單位為靜岡國際園藝博覽會協會。

## 關連項目
- 世界博覽會
- 國際園藝博覽會

## 外部連結
- 濱名湖庭園公園 （页面存档备份，存于）